# Acer Iconia Tab A700
Acer Iconia Tab A700 — планшетний комп'ютер від компанії Acer, який використовує операційну систему для мобільних пристроїв Android 4.0 Ice Cream Sandwich. Оснащений процесором Nvidia Tegra 3 з частотою 1300 МГц та 1 ГБ оперативної пам'яті.
Пристрій забезпечено модулями Wi-Fi, GPS та Bluetooth, портами Micro USB, HDMI, слотом для карти пам'яті MicroSD. Так само присутня фронтальна 1,3 мегапіксельна і задня 5 мегапіксельна камера, які здатні знімати HD-відео з розділенням 720p і 1080p відповідно.
Акумулятор ємністю 9800 мА·год у тестових сценаріях сайту NotebookCheck забезпечує майже 4 чотири години роботи з максимальним навантаженням та яскравістю екрану і майже 7 годин при перегляді сайтів через WiFi на половинній яскравості екрану. Десятидюймовий FullHD екран з роздільною здатністю 1920x1200 пікселів, перший із такою роздільністю планшет на Android. Анонс відбувся на CES 2012, а випуск в червні 2012 року.